# فرقة شرطة أبو ظبي
فرقة شرطة القيادة العامة لشرطة أبوظبي والمعروفة أيضًا عالميًا باسم فرقة شرطة أبوظبي النحاسية هي الفرقة الرسمية للوحدة الموسيقية التابعة لـ شرطة أبوظبي في الإمارات العربية المتحدة . كما أنها بمثابة فرقة عسكرية تابعة لـ القوات المسلحة الإماراتية. تعمل الفرقة حاليًا مع التركيز العميق على أهمية تحفيز ضباط الشرطة والجمهور، حيث تشمل بعض مقطوعاتها الموسيقية الأنواع الموسيقية التقليدية والعربية والبريطانية. في عام 1963، التقى العميد الركن إسحاق سليمان، رقيب في فرقة من الجيش الأردني، أثناء قيامه بجولة في لندن مع ابنة أخت أحد المساعدين الرسميين لـ شخبوط بن سلطان آل نهيان، التي كانت ترغب في إنشاء فرقة شرطة المدينة. ثم دعت سليمان إلى الإمارات العربية المتحدة لقيادة الفرقة، ومنحته تذكرة سفر إلى أبو ظبي حتى تتاح له الفرصة للتشاور مع أمير أبو ظبي. بدأ بتجنيد أعضاء للفرقة من دول أجنبية مثل باكستان بسبب المشاعر السائدة في ذلك الوقت بين الإماراتيين حول عزف الموسيقى التي اعتبروها مخجلة. قام في النهاية بإنشاء فرقة مكونة من 60 عضوًا، تتكون من 30 مزمار القربة و30 آلة موسيقية. كانت الفرقة في الأصل تؤدي مسيرات عسكرية، لكن مع مرور الوقت، بدأ سليمان بتعليمهم سمفونيات مشهورة لـ بيتهوفن، تشايكوفسكي، موزارت. قام سليمان، الذي ترك الفرقة في عام 1980 وتقاعد في عام 1991، بتصميم الفرقة التي ترتديها شارة التصنيف الحالية، بالإضافة إلى قسم الشرطة. الفرقة المكونة من 173 عضوًا، والتي تلقت تدريبها وخبرتها من كلية الشرطة بأبو ظبي منذ عام 2004.

## العروض
قدمت عروضها في أماكن في جميع أنحاء العالم، بما في ذلك حفل تتويج السيد قابوس بن سعيد آل سعيد عام 1970، مهرجان برج سباسكايا للموسيقى العسكرية والوشم عام 2013، ومهرجان برلين للموسيقى العسكرية في عام 2014.

## فيديو
- "البداية - 2013". سياسة أوركستر أبو ظبي
- فرقة شرطة أبوظبي 2015